# Félix Dja Ettien
Félix Dja Ettien Yohou (Abidjan, 26 settembre 1979) è un ex calciatore ivoriano, di ruolo centrocampista.

## Carriera

### Club
Dopo aver giocato per una stagione nella massima serie ivoriana, tra il 1997 ed il 2008 ha totalizzato complessivamente 308 presenze e 21 reti in partite di campionato con gli spagnoli del Levante, con i quali ha trascorso tre stagioni nella massima serie spagnola, sei stagioni nella seconda divisione spagnola e due stagioni nella terza divisione spagnola, che in un'occasione (nella stagione 1998-1999) ha anche vinto (in seguito nella stagione 2003-2004 ha anche vinto la seconda divisione).

### Nazionale
Ha partecipato ai Mondiali Under-20 del 1997; nel 2001 ha segnato un gol in cinque presenze in nazionale maggiore.

## Palmarès

### Club

#### Competizioni nazionali
- Segunda División: 1

Levante: 2003-2004
- Segunda División B: 1

Levante: 1998-1999